# Lokomo

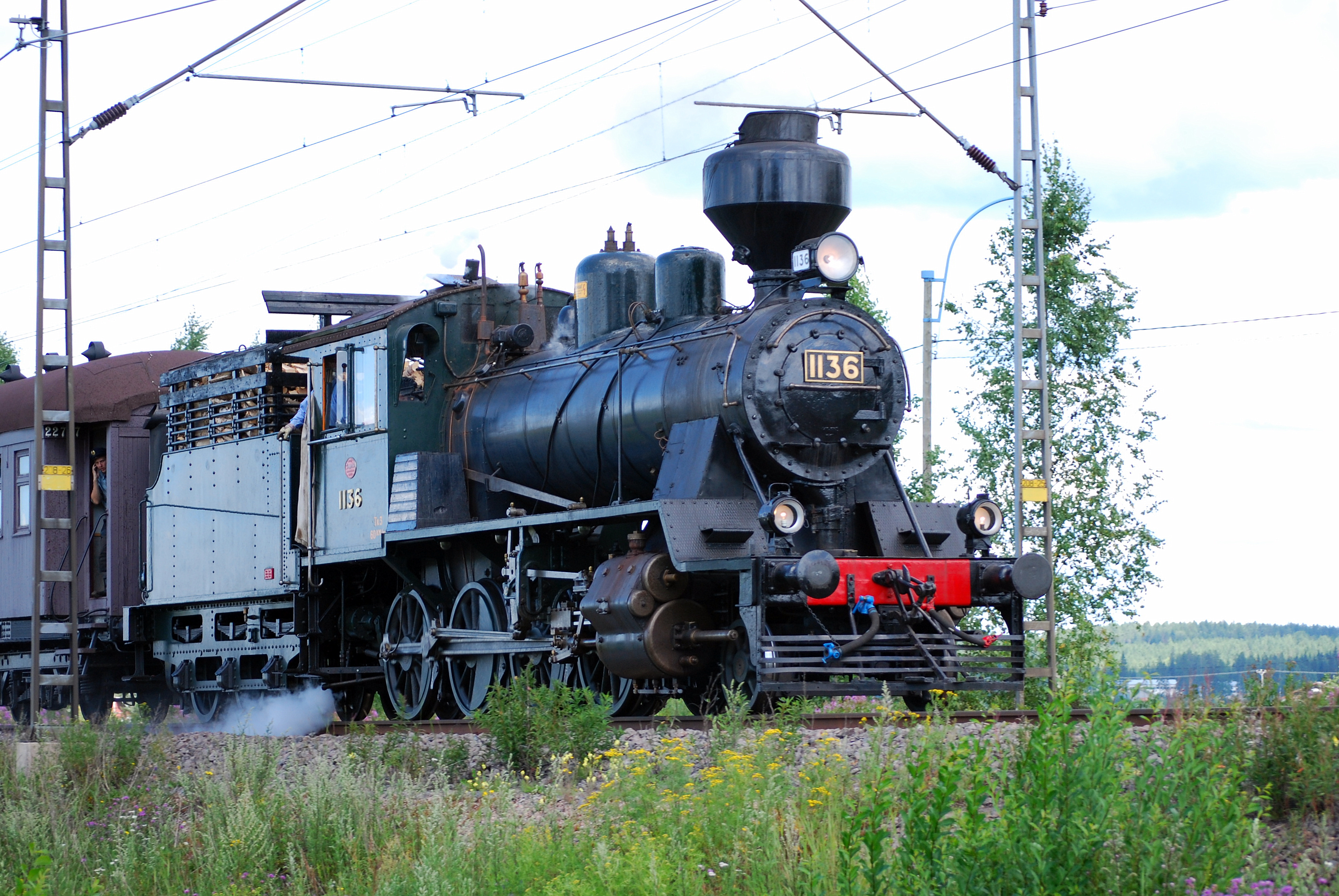
Ånglok av VR klass Tk3 nr 1136 mellan Kouvola och Kotka

Lokomo Oy var ett finländskt mekaniskt verkstadsföretag, som tillverkade järnvägsutrustning och ånglok.
Lokomo grundades i Tammerfors 1915 av Werner Ryselin (1870–1939), Jalmar Castrén och Jaako Karvonen (1863–1943). En medgrundare var också skofabrikanten Emil Aaltonen, som 1926 skaffade en kontrollpost i företaget.  
Företaget tillverkade till en början ånglok, men övergick 1959 helt till diesellokomotiv.
Lokomo tillverkade också från 1921 stenkrossutrustning.
Under krigen på 1940-talet tillverkade Lokomo projektilskal samt artilleri- och flygplansdelar. Det var också efter freden med Sovjetunionen 1944 en viktig producent av krigsskadeståndsutrustning, bland annat 300 smalspåriga ång- och diesellokomotiv och stora volymer av syrabeständiga ventiler. 
Lokomo tillverkade sammanlagt 671 lok, varav uppemot hälften ingick i krigsskadeståndet till Sovjetunionen. Från 1960-talet tillverkade Lokomo väghyvlar, grävmaskiner, mobilkranar och skogsbruksmaskiner.
År 1970 köptes Lokomo av Rauma-Repola. Produktion har fortsatt under Rauma-Repola, från 1982 Neles Oy, senare Nordberg–Lokomo OY och från 1999 Metso (numera som Metso Minerals (Tampere) OY. Produktionen har från slutet av 1980-talet varit koncentrerad på stenkrossar och andra krossar, inklusive mobila, banddrivana "Lokotrack".